# Sara Foster
Sara Michael Foster (født 5. februar 1981 i Los Angeles, Californien i USA) er en amerikansk skuespillerinde. Hun arbejdede som model før hun flyttede over til filmbranchen. 
I blev castet som den kvindelige hovedrolle i komediefilmen The Big Bounce i 2004, et remake af filmudgaven af novellen af samme navn af Elmore Leonard. Hun optrådte også i Backstreet Boys-videoen "Shape of My Heart".